# Драган Маршићанин
Драган Маршићанин (Београд, 26. јануар 1950) српски је економиста и политичар. Био је министар економије у периоду од 3. марта до 10. маја 2004. године, а позицију напушта како би учествовао на председничким изборима 2003. године. На изборима доживљава неуспех након што је у првом кругу био четврти са освојених 13,3%. У другом кругу тих избора је ДСС дао Борису Тадићу. Након тога постаје амбасадор Србије у Швајцарској од 2004 до 2009. Актуелни је потпредседник ДСС-а. Један је од ретких оснивача ДСС-а који је још увек члан странке, и није је напустио након повлачења Војислава Коштунице 2014. године.

## Биографија
У родном граду завршио је гимназију и дипломирао на Економском факултету. Након студија, радио је као економиста у београдским предузећима „Електрон“ и „Нови колектив“, а потом у ЈКП „Београдски водовод“. Рођени брат његовог прадеде је био Божа Маршићанин, управник Града Београда за време краја владавине краља Александра Обреновића.
Активно се укључио у политички живот Србије 1991. године, а 1992, заједно са Војиславом Коштуницом и групом својих политичких истомишљеника, оснивао је Демократску странку Србије. На оснивачкој скупштини ДСС, изабран је за члана Главног одбора. У јулу 1998. постао је генерални секретар, а 2001. и 2003. године изабран је за једног од потпредседника странке.
Од јануара 1993. до децембра 1996. био је председник Скупштине општине Врачар, једне од тада малобројних опозиционих општина. На локалним изборима у септембру 2000. изабран је за одборника Скупштине општине Врачар и Скупштине града Београда.
Маршићанин је 22. јануара 2001. године изабран за првог некомунистичког председника Скупштине Србије. Након поништавања првог спорног гласања (глас из Солуна), посланичка група ДОС иницирала је његову смену. Након вишечасовне расправе, 6. децембра 2001, Маршићанин је поднео оставку на место председника парламента, образлажући је намером да спречи владајућу већину да изгласа смену кршећи Пословник.
После одузимања мандата посланицима ДСС у републичкој скупштини и изласка ДСС из републичке владе средином 2002. године, ДСС је формирала „Владу у сенци“, за чијег председника је изабран Маршићанин.
Био је шеф изборног штаба Војислава Коштунице, кандидата ДСС за председника Србије на изборима одржаним у септембру и децембру 2002. године. На републичким парламентарним изборима 28. децембра 2003. изабран је за народног посланика, а за председника Скупштине Србије изабран је на седници републичког парламента 4. фебруара 2004.
За министра привреде у Влади Војислава Коштунице изабран је 4. марта 2004. године.
Након пораза у првом кругу председничких избора, јуна 2004. године, и заузимања тек четвртог места, повлачи се из политике и пред крај исте године одлази на место амбасадора у Швајцарској на коме остаје све до формирања нове владе након избора маја 2008. године на том месту га наслеђује Милан Ст. Протић.